# (36380) 2000 OL27
2000 OL27 (asteroide 36380) é um asteroide da cintura principal. Possui uma excentricidade de 0.20796470 e uma inclinação de 5.94455º.
Este asteroide foi descoberto no dia 23 de julho de 2000 por LINEAR em Socorro.